# Racosperma burkittii
Racosperma burkittii là một loài thực vật có hoa trong họ Đậu. Loài này được (F. Muell. ex Benth.) Pedley mô tả khoa học đầu tiên năm 2003.